# Landhaus Sternberg

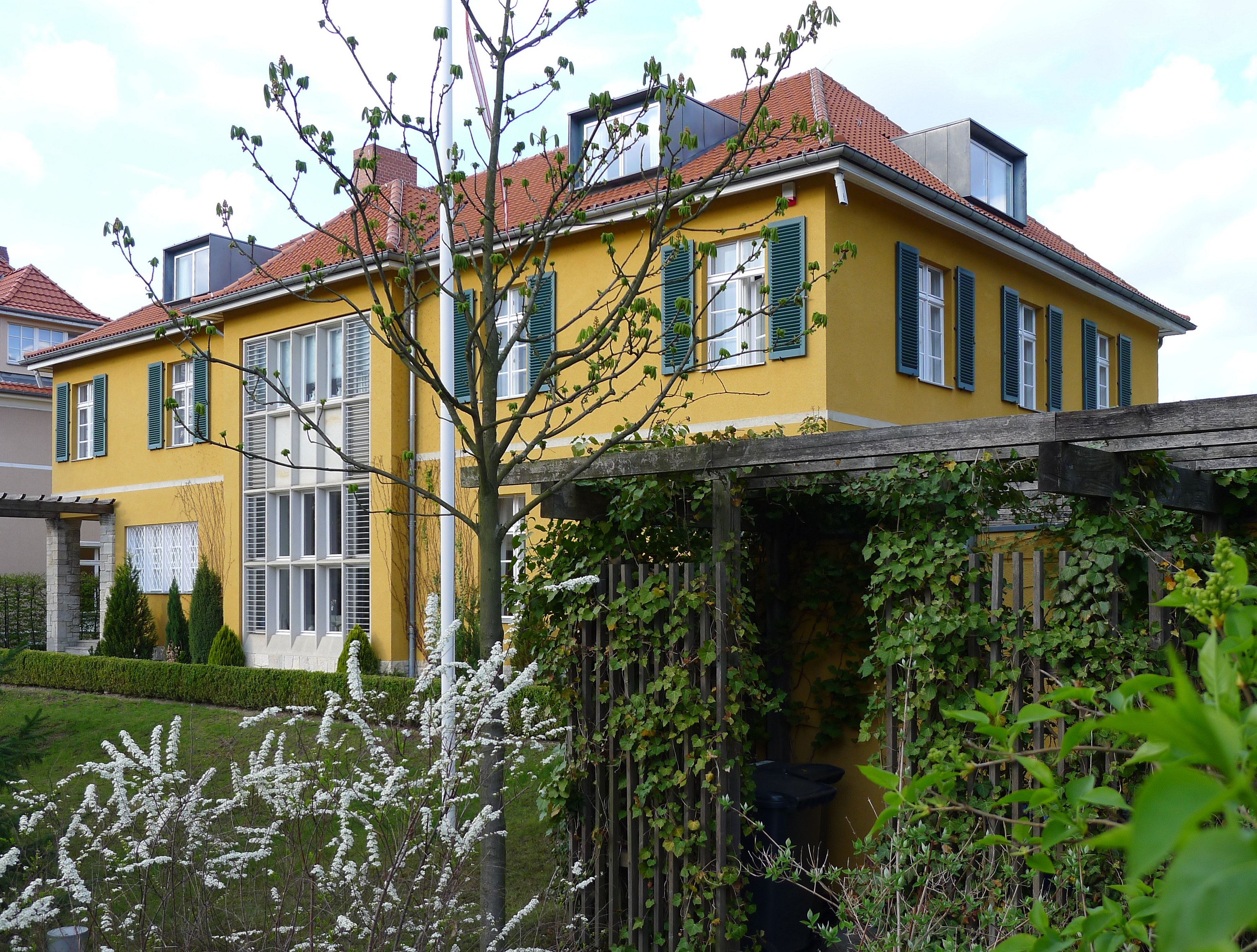
Landhaus Sternberg in Berlin-Dahlem

Das Landhaus Sternberg im Berliner Ortsteil Dahlem wurde 1923–1926 nach Entwürfen des Architekten Hermann Karpenstein für den Fabrikanten Gustav Sternberg erbaut. 1998 wurde das Anwesen durch das Königreich Dänemark erworben, es dient heute als Residenz des dänischen Botschafters. Sowohl das Landhaus als auch die Gartenanlage stehen unter Denkmalschutz.

## Lage
Das Landhaus Sternberg liegt in einem Villenviertel an der Podbielskiallee 34, die nach dem preußischen Minister Victor von Podbielski benannt ist. Das Grundstück hat eine Front von etwa 35 m Breite zur Podbielskiallee und erstreckt sich in nordöstlicher Richtung mit einer Tiefe von etwa 80 m bis zur Schweinfurthstraße. Der U-Bahnhof Podbielskiallee der Linie U3 ist rund 300 m entfernt.

## Bau als Landhaus
Für das Grundstück wurde in den 1920er Jahren durch den Architekten Hermann Muthesius ein Haus geplant, das jedoch nicht ausgeführt wurde. Lediglich die Gartenanlage war schon in Teilbereichen fertiggestellt, als der Auftraggeber das Grundstück verkaufte. Der teilweise erhaltene Garten, der von Ludwig Lesser entworfen wurde, ist eines der frühen Beispiele für einen Reformgarten aus dessen Hand. 1926 ließ der neue Eigentümer Gustav Sternberg durch Hermann Karpenstein ein Landhaus errichten. Die Inneneinrichtung enthielt Art-déco-Elemente, die teilweise erhalten sind.
1930 wohnten in dem Anwesen laut Adressbuch neben dem Eigentümer „Ingenieur G. Sternberg“ noch ein Gärtner und ein Kraftwagenführer, möglicherweise jeweils mit Familie. Gustav Sternberg († 1952) war Inhaber der Schraubenfabrik Gustav Sternberg in Berlin-Borsigwalde. Sternberg wohnte noch 1943 in seinem Anwesen in der Podbielskiallee, seine Fabrik beschäftigte während des Zweiten Weltkriegs Zwangsarbeiter.

## Residenz des dänischen Botschafters
1998 erwarb das Außenministerium des Königreichs Dänemark das Landhaus Sternberg, um eine Residenz für den dänischen Botschafter zu schaffen. Dies wurde nötig, da in der 1997–1999 erbauten Gemeinschaftsanlage der Nordischen Botschaften keine Wohnungen für Botschafter vorgesehen waren.
Der Umbau des Anwesens begann 1999 und wurde im April 2001 fertiggestellt. Dabei wurde das gesamte Gebäude modernisiert, wobei den Belangen des Denkmalschutzes Rechnung getragen werden musste. Der Umbau kostete etwa 1,9 Millionen Euro. Die Orangerie im Garten erhielt einen Anbau für Bankette mit bis zu 20 Gästen.